# Heris
Heris (farsi هریس) è il capoluogo dello shahrestān di Heris nell'Azarbaijan orientale. 
La località è rinomata per la produzione di tappeti, denominati Heris o Heriz, considerati tra i più pregiati della Persia, e caratterizzati dai giochi dei colori, dal geometrismo e dal disegno decorativo.